# Дорлаг
Дорла́г (Доро́жный исправи́́тельно-трудовой ла́герь) — лагерное подразделение, действовавшее в структуре Дальстрой.

## История
Дорлаг был организован в 1951 году в качестве Дорожного лагерного отделения, в том же году преобразован в исправительно-трудовой лагерь, а в 1953 вновь преобразован в лагерное отделение. Управление ИТЛ размещалось в посёлке Адыгалах, Магаданская область. В оперативном командовании оно подчинялось первоначально Главному управлению исправительно-трудовых лагерей Дальстрой, а позднее Управлению северо-восточных исправительно-трудовых лагерей Министерства Юстиции СССР (УСВИТЛ МЮ) (позднее УСВИТЛ передан в систему Министерства Внутренних Дел).
Максимальное единовременное количество заключенных могло достигать более 4 000 человек.
Дорлаг прекратил своё существование в 1954 году.

## Производство
Основным видом производственной деятельности заключенных было дорожное строительство.